# Dicranoloma billardierei
Dicranoloma billardierei là một loài Rêu trong họ Dicranaceae. Loài này được (Brid.) Paris mô tả khoa học đầu tiên năm 1904.